# Válega
Válega é uma vila portuguesa, sede da Freguesia de Válega do Município de Ovar, freguesia com 26,64 km² de área e 6474 habitantes (censo de 2021) tendo, por isso, uma densidade populacional de 243 hab./km².
A povoação de Válega foi elevada à categoria de vila em 1985.

## Localização
Limita a norte com as freguesias de Ovar e de São João de Ovar, a sul com as freguesias de Avanca e de Pardilhó (concelho de Estarreja), a leste com as freguesias de São Vicente de Pereira Jusã (município de Ovar) e São Martinho da Gândara (município de Oliveira de Azeméis) e a oeste com a ria de Aveiro, sendo a segunda maior freguesia do município de Ovar em área.

## Demografia
A população registada nos censos foi:
| Distribuição da População por Grupos Etários | Distribuição da População por Grupos Etários | Distribuição da População por Grupos Etários | Distribuição da População por Grupos Etários | Distribuição da População por Grupos Etários |
| -------------------------------------------- | -------------------------------------------- | -------------------------------------------- | -------------------------------------------- | -------------------------------------------- |
| Ano                                          | 0-14 Anos                                    | 15-24 Anos                                   | 25-64 Anos                                   | > 65 Anos                                    |
| 2001                                         | 1258                                         | 1029                                         | 3539                                         | 916                                          |
| 2011                                         | 1094                                         | 812                                          | 3840                                         | 1081                                         |
| 2021                                         | 834                                          | 726                                          | 3559                                         | 1355                                         |

## Economia
A sua estrutura produtiva assenta principalmente na agricultura e pecuária.

## Turismo
As atracções da vila incluem os esteiros da Ria de Aveiro, azulejos, fontes e monumentos religiosos, como a Igreja Matriz e o Santuário de Nossa Senhora de Entráguas. A tradição popular conta que, em tempo de fome e crise de valores humanos, no adro da matriz surgiu uma misteriosa aparição de uma bonita senhora, mostrando na mão uma broa doce, doce tradicional local, talvez lembrando o valor do pão material e o da Eucaristia espiritual.
Válega possui restaurantes ao longo da Estrada Nacional 109 (Porto - Aveiro), que a atravessa na direção norte-sul.

## Património edificado
- Igreja Paroquial de Válega
- Capela da Senhora do Bom Sucesso
- Cruzeiro da Virgem
- Capela e Cruzeiro de São Bento
- Capelas de São Gonçalo, de São João Baptista, de Nossa Senhora das Dores, de Nossa Senhora das Febres, de Nossa Senhora de Lurdes e de Nossa Senhora da Maternidade
- Cruzeiros nos lugares de Espartidouras e de São João
- Casa da Boa Vista
- Capela e cruzeiro do Adro Velho
- Casa e Capela de Nossa Senhora da Conceição
- Antiga Casa da Câmara
- Antigos Paços do Concelho
- Monumento a Nossa Senhora do Amparo
- Busto do comendador António Augusto da Silva
- Marco das Terras da Feira
- Museu escolar de Válega

## Colectividades
- Grupo de Acção Cultural de Válega
- Prémio literário Glória de Sant'Anna por Grupo de Acção Cultural de Válega (GAC) e a família de Glória de Sant'Anna
- Grupo Coral Laudamus
- Associação Cultural e Recreativa de Valdágua
- Associação dos Antigos Alunos da Escola de Oliveira Lopes
- Casa do Povo de Válega
- Centro Cultural e Recreativo de Válega
- Associação dos Emigrantes de Santa Maria de Válega
- Sociedade Columbófila de Válega
- Juventude Valeguense
- Associação dos Amigos do Seixo-Branco
- Associação dos Amigos de S. Bento